# Lavinia Fisher
Pour les articles homonymes, voir Fisher.
Lavinia Fisher (née à 1793 à Charleston et exécutée le 18 février 1820 dans l'ancienne prison de Charleston (en)) est très connue en tant que première femme tueuse en série des États-Unis.
Ses origines sont inconnues, mais elle a résidé aux États-Unis la majeure partie de sa vie. Elle était mariée à John Fisher : ils furent tous les deux condamnés pour meurtre et cambriolage. Lavinia était réputée être une très belle femme et les habitants de Charleston ne comprirent jamais comment elle pouvait être en couple avec John Fisher, un homme au physique grossier.

## Domicile
Fisher et son époux habitèrent en Caroline du Sud la majeure partie de leurs vies. Ils possédaient un hôtel, le « Six Mile Wayfarer House », qu’ils gérèrent de 1810 à 1820.
L’hôtel était situé à 10 km de Charleston, Caroline du Sud. Après une courte période le shérif local fit plusieurs rapports sur la disparition mystérieuse de clients. Les plaintes restèrent sans suite en raison du manque de preuves et de la popularité du couple auprès des habitants.

## Meurtres
La rencontre entre Dave Ross et Lavinia Fisher fit débuter une controverse. Ce serait l’événement déclencheur du procès des Fisher et de leurs exécutions.
Ross qui gardait l’hôtel, fut agressé par un gang qui entra par effraction. Ross espérait recevoir de l’aide de Lavinia, qui au contraire essaya de l'étouffer. Il déclara qu'elle  lui avait projeté la tête à travers la vitre d’une fenêtre. Il s’enfuit et informa les autorités sur ce qui se passait. Durant l’enquête de police, Lavinia et John furent retrouvés ainsi que deux membres du gang. John obtint la reddition du groupe complet afin de protéger sa femme d’éventuels coups de feu. John et Lavinia Fisher furent immédiatement arrêtés et conduits à l'ancienne prison de Charleston (en).
Ils furent jugés en même temps. John fut pendu le 18 février 1820, quelques minutes avant Lavinia. Celle-ci fut pendue en robe de mariée. Juste avant de mourir elle déclara à la foule : « Si vous avez un message pour le diable, donnez-le moi car je vais bientôt le rencontrer ».